# Rahmi Kurnia
Rahmi Kurnia es una deportista indonesia que compitió en taekwondo. Ganó una medalla de plata en el Campeonato Mundial de Taekwondo de 1993, en la categoría de –43 kg.

## Palmarés internacional
| Campeonato Mundial | Campeonato Mundial          | Campeonato Mundial | Campeonato Mundial |
| Año                | Lugar                       | Medalla            | Categoría          |
| ------------------ | --------------------------- | ------------------ | ------------------ |
| 1993               | Nueva York (Estados Unidos) | Medalla de plata   | –43 kg             |